# Trastevere
Pour le film de Fausto Tozzi, voir Trastevere (film).
Le Trastevere [trasˈteːvere] (francisé le plus souvent en Transtévère), littéralement en français « Au-delà du Tibre », est l'un des rioni de Rome, le seul du Municipio I (Centro storico ou « centre historique ») qui soit situé sur la rive droite du Tibre.
Il est désigné dans la nomenclature administrative par le code R.XIII. Il forme également une « zone urbanistique » désigné par le code 1.b, qui compte en 2010 21 749 habitants.
Dans l'usage courant, le nom Trastevere ne désigne que la partie méridionale du rione, urbanisée et proche du Tibre ; en revanche, pour la partie du rione au nord on emploie couramment la dénomination officieuse Gianicolo, d'après la colline du Janicule qui occupe cet espace.
Les habitants du Trastevere sont nommés Trasteverini.

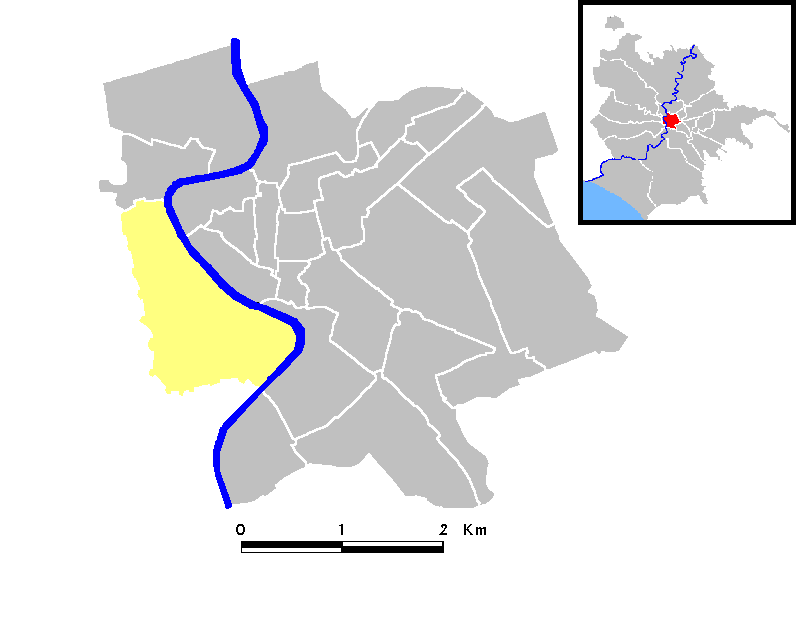
Localisation du rione sur la carte de Rome.

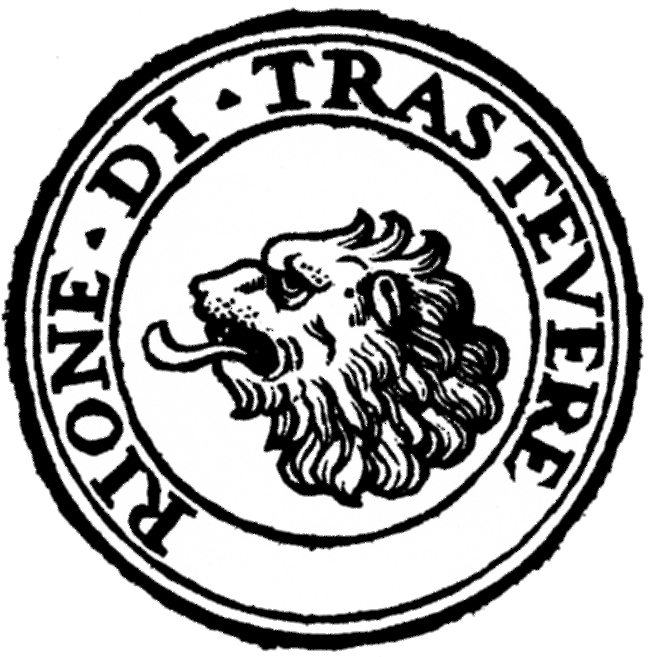
Blason du rione de Trastevere.

## Histoire

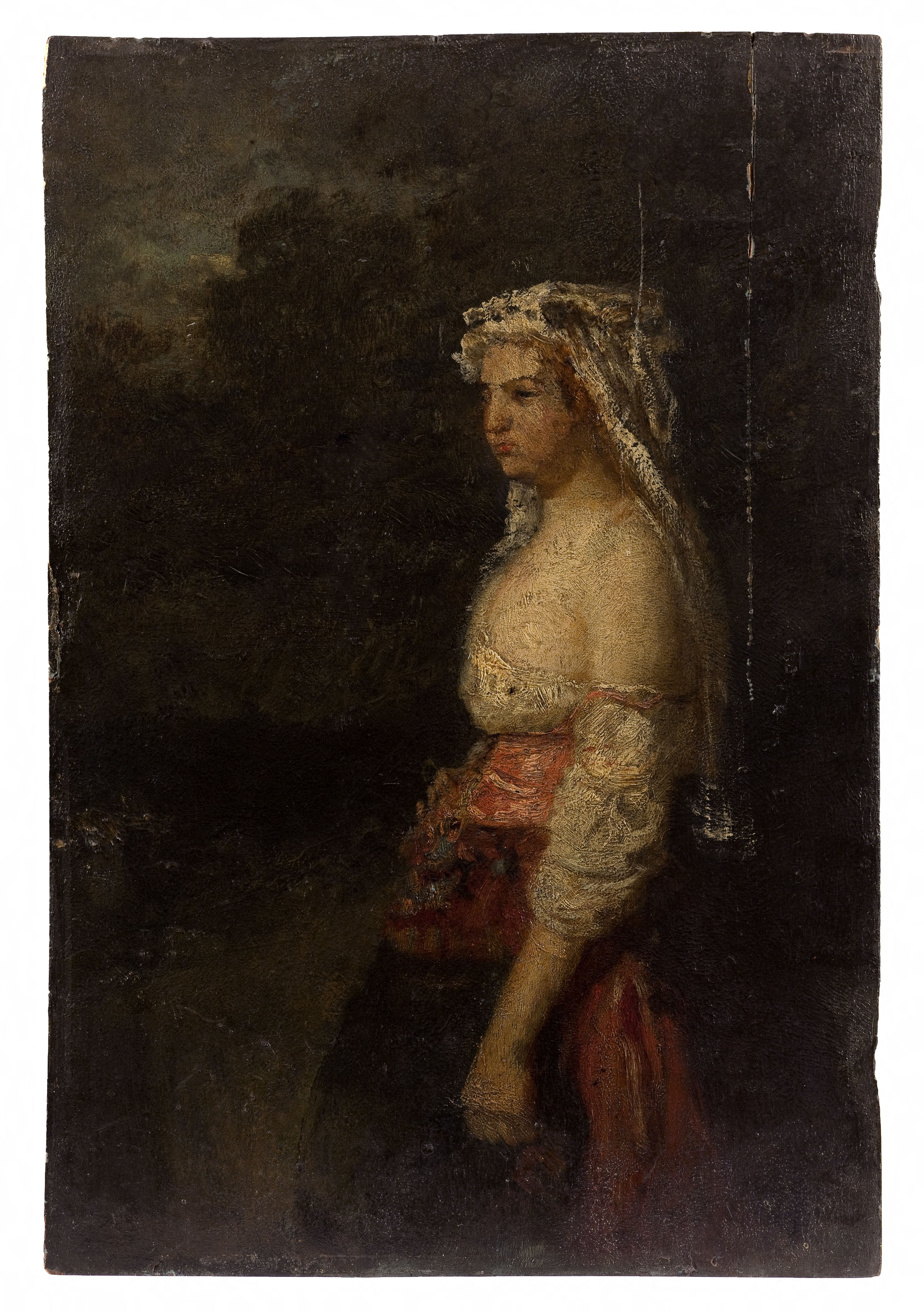
Femme du Trastevere
Félix Ziem
Petit-Palais, Paris.

Du temps de la monarchie romaine, le Tibre constituait une frontière naturelle de Rome avec l'Étrurie. Dans ce contexte historique de souveraineté étrusco-romaine, le quartier de la Trastevere était alors dénommé Litus Tuscus,, ou encore « ripa veiens »,, on parle alors de ruma étrusque,. 
Sous la République (509 av. J.-C. — 27 av. J.-C.), un quartier « Au-delà du Tibre » (et donc de la ville) se constitua, le Transtiberim. Un seul passage, le pont Sublicius, reliait alors ce quartier au reste de la ville de Rome. 
Plusieurs figures importantes de la fin de la République construisirent leurs villas dans le Trastevere,  notamment Clodia Metelli , (maîtresse du poète Catulle et épouse du consul Quintus Metellus Celer) et Jules César (sa villa était réputée pour son jardin, les horti Caesaris). Sous l'empereur Auguste, cette terre initialement étrangère fut annexée à la ville de Rome, devenant sa 14e « région ». 
Lors de la construction du mur d'Aurélien, le quartier sera inclus dans l'enceinte (à l'exclusion du Vatican), un bastion perché sur le Janicule protégeant celui-ci. On y construira deux des plus anciennes églises de Rome, au IIe siècle le titulus Callixti (actuelle basilique Sainte-Marie-du-Trastevere) et au Ve siècle le titulus Cecilae (actuelle basilique Sainte-Cécile-du-Trastevere).
Au Moyen Âge, le Trastevere était traversé par un labyrinthe de ruelles étroites et irrégulières, et dépourvues de trottoir jusqu'au pontificat du pape Sixte IV, à la fin du XVe siècle. Les mignani (avancées sur la façade des bâtiments), qui empêchaient le passage des chariots furent alors eux aussi détruits. Il y existait un fort contraste entre les vastes et opulentes maisons des classes supérieures et les petites maisons délabrées des classes populaires. 
Le quartier fut durant des siècles (au moins du IXe au milieu du XVIIe siècle) le quartier des Corses, la plupart faisant partie de la garde corse du pape. Leur église étant la basilique San Grisogono où dans la crypte de laquelle plusieurs d’entre eux furent enterrés, notamment Giovan Paolo de Leca et Pasquino Corso. La présence de Corses et Sardes, associé à l'isolement partiel du Trastevere, a fait naître dans le quartier une culture qui lui était propre. Au XIXe siècle, les linguistes relevaient encore la ressemblance du parlé local avec la langue corse.  
En 1744, Benoît XIV modifia les frontières des rioni, donnant au Trastevere ses limites actuelles.

## Le Trastevere auXXIesiècle

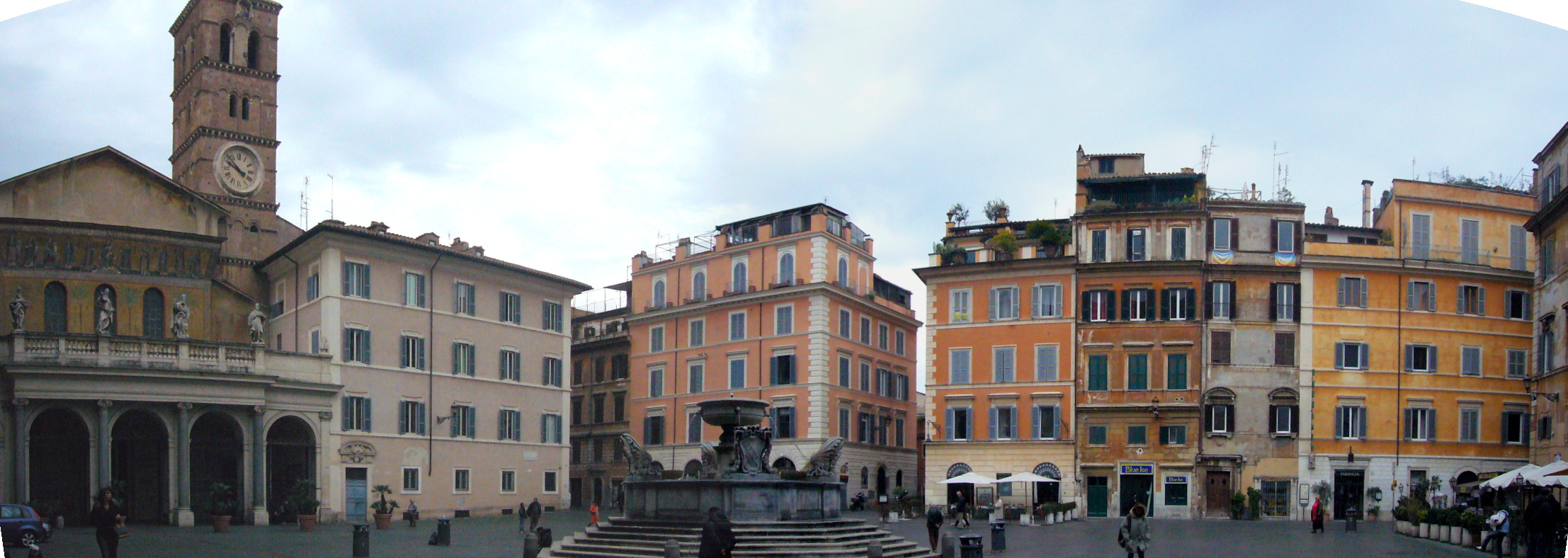
La Piazza di Santa Maria in Trastevere.

Aujourd'hui, le Trastevere est un des principaux points de restauration de Rome. Les étroites rues pavées qui s'alignent en montée vers le Janicule entre les ponts Sisto et Garibaldi et autour de la Piazza di Santa Maria in Trastevere présentent en effet une forte densité d'établissements culinaires où touristes et de Romains se pressent midi et soir. La Piazza Trilussa devant le pont Sisto est, chaque soir, et particulièrement le samedi, le rendez-vous de la jeunesse romaine, à l'image de ce qu'aura été la Fontaine Saint-Michel à Paris. La zone à l'Est du Viale Trastevere, par contre, plus calme et moins branchée, a gardé un caractère moins touristique. Par ailleurs, ce quartier mal famé de la première moitié du XXe siècle est devenu un des plus prisés de la capitale, les prix au mètre carré des logements s'étant envolés ces dernières années. Une population aisée a donc peu à peu remplacé les Trasteverini originaux. Avec ses églises, ses rues étroites, ses cafés et ses petits restaurants, le Trastevere, dans la partie sud du centre historique, a conservé l'authenticité d'un quartier populaire.

## Sites particuliers
- Pont Cestius
- Pont Sublicius

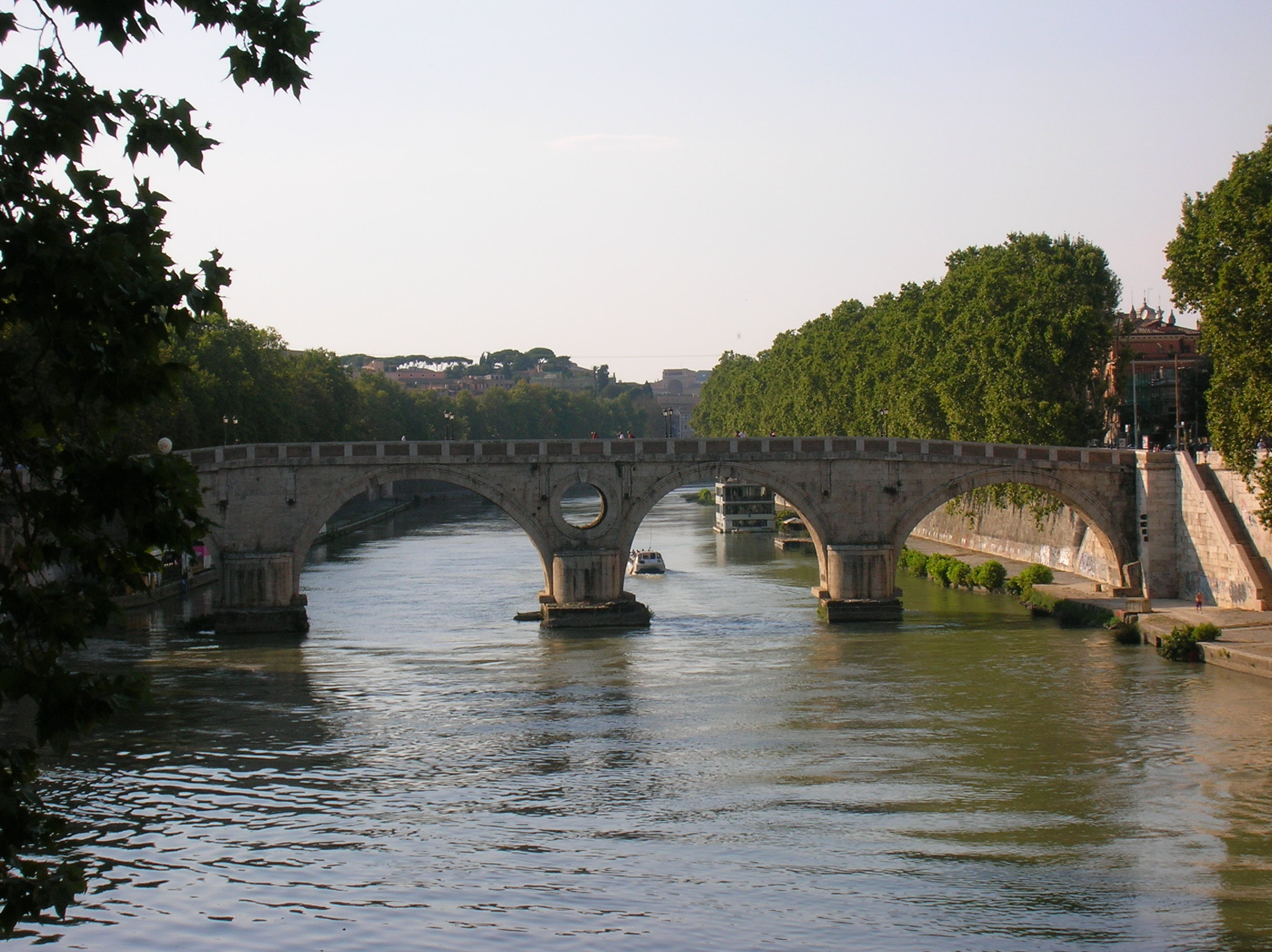
Le pont Sisto.

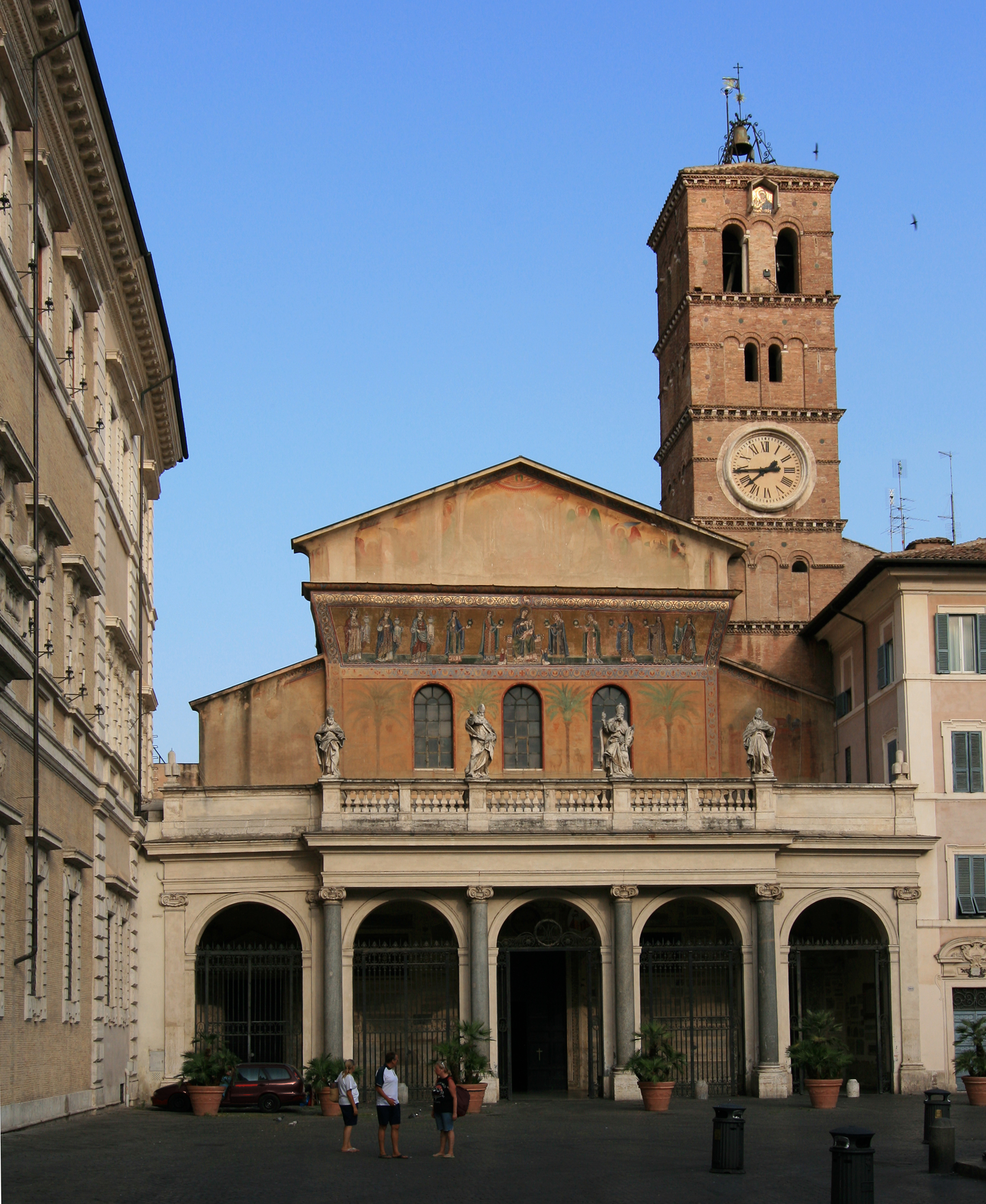
La basilique Santa Maria in Trastevere.

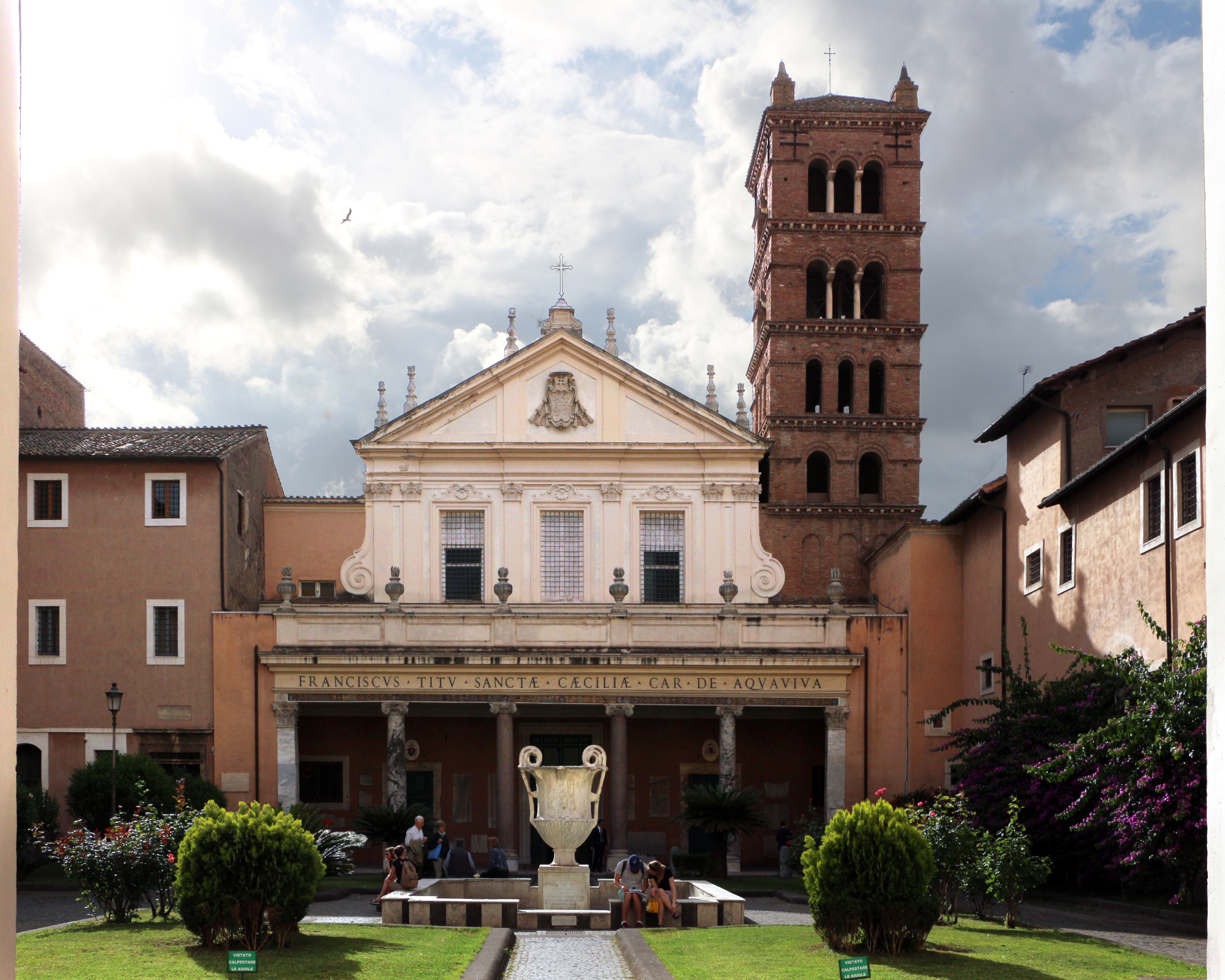
La basilique Santa Cecilia in Trastevere.

- Complexe monumental de San Michele a Ripa Grande
- Palais Corsini
- Palais des Examens
- Palais San Callisto (propriété du Vatican)
- Palais du ministère de l'Instruction publique
- Palais des Anguillara
- Villa Abamelek
- Villa Farnesina
- Villa Lante
- Villa Sciarra
- Maison de Michel-Ange sur le Janicule

### Églises
- Basilique Santa Maria in Trastevere
- Basilique Santa Cecilia in Trastevere
- Basilique San Crisogono
- Église Santa Maria dell'Orto
- Église Santa Maria dei Sette Dolori
- Église San Pietro in Montorio
- Église San Callisto
- Église Sant'Agata in Trastevere
- Église Sant'Onofrio au Janicule
- Église San Benedetto in Piscinula
- Église Santa Maria della Luce
- Église Santi Maria e Gallicano (it)
- Église Sante Rufina e Seconda (it)
- Église Santa Margherita in Trastevere
- Église San Cosimato
- Église Santi Quaranta Martiri e San Pasquale Baylon
- Église San Francesco a Ripa
- Église San Giovanni Battista dei Genovesi
- Église Santa Maria in Cappella
- Église Sant'Egidio
- Église Santa Maria della Scala
- Église Santa Dorotea
- Église San Giovanni della Malva in Trastevere
- Église Santa Croce alla Lungara
- Église San Giacomo alla Lungara
- Église San Giuseppe alla Lungara
- Église San Giosafat al Gianicolo
- Église Sant'Antonio Maria Zaccaria
- Église Santa Maria Addolorata in Trastevere
- Église San Michele a Ripa
- Église Santa Maria del Buon Viaggio
- Église Sacro Cuore di Gesù a Villa Lante
- Église Santa Maria del Ritiro al Gianicolo
- Église Santa Caterina Martire
- Église evangelica battista in Trastevere
- Église Santa Maria della Visitazione e San Francesco di Sales
- Église Sant'Andrea dei Vascellari (déconsacrée)
- Église Santa Maria della Clemenza (déconsacrée)
- Église Santa Teresa del Bambin Gesù (déconsacrée)
- Église Santa Bonosa (déconsacrée)

### Fontaines
- Fontana dell'Acqua Paola
- Fontaine de la place Santa Maria in Trastevere
- Fontaine de la piazza Mastai

### Musées
- Galerie Nationale du palais Corsini (it)
- Musée de Rome du Trastevere
- Musée de la République romaine et la mémoire de Garibaldi
- Musée Tassiano